# États généraux de 1614
Les états généraux de 1614 se tiennent à Paris du 27 octobre 1614 au 23 février 1615, peu après la déclaration de majorité de Louis XIII et le voyage de celui-ci dans les provinces de l'ouest. Ils se déroulent donc au moment où le pouvoir royal se raffermit face aux manœuvres des grands féodaux. Ce sont les derniers états généraux avant ceux de 1789.

## Organisation et composition

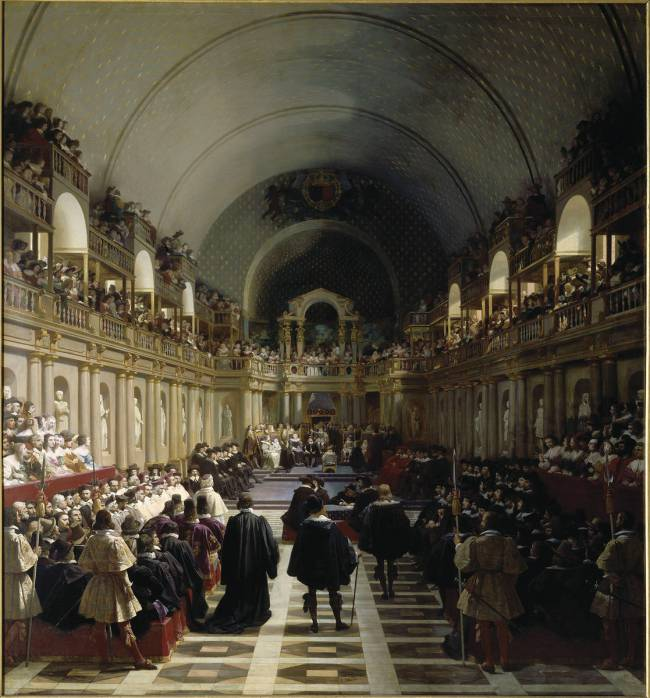
Les états généraux réunis par Louis XIII, 27 octobre 1614.
Toile de Jean Alaux, Châteaux de Versailles et de Trianon, 1841.

Le roi Louis XIII ordonne que le clergé siège aux Augustins, la noblesse au couvent des Cordeliers, et que les représentants du tiers état se réunissent dans l'hôtel de ville. Cependant, la noblesse et le tiers état demandent la permission de se joindre aux représentants du clergé aux Augustins, ce qui leur est accordé, afin que les trois ordres puissent conférer ensemble. 
La Chambre du clergé, sous la présidence du cardinal François de Joyeuse est composée de 140 personnes, dont cinq cardinaux, sept archevêques, quarante-sept évêques et deux chefs d'ordres. Parmi le clergé, un orateur est particulièrement remarqué, Richelieu, alors jeune évêque de Luçon.
La noblesse, sous la présidence du baron de Sennecey Henri de Bauffremont, est représentée par 132 gentilshommes et le tiers état, sous la présidence de Robert Miron, prévôt des marchands de Paris, par 182 « députés », majoritairement officiers de justice ou de finance.
Les députés de la ville, prévôté et vicomté de Paris sont : Henri de Gondi, évêque de Paris ; Louis Dreux, grand archidiacre ; Charles Faye, conseiller au parlement et chanoine de Notre Dame ; Denis Colona, vicaire de Saint-Victor ; Adam Oger, prieur des chartreux de Paris ; Antoine Fayet, curé de Saint-Paul ; Roland Hébert, curé de Saint-Côme ; Henri de Vaudetar, baron de Persan ; Robert Miron, président aux requêtes et prévôt des marchands ; Henri de Mesmes, lieutenant civil ; Israël Desneux et Pierre Clapisson, échevins ; Pierre Sainctot et Jean Perrot, conseillers de la ville et Nicolas Paris, bourgeois de Paris.

## Déroulement et décisions

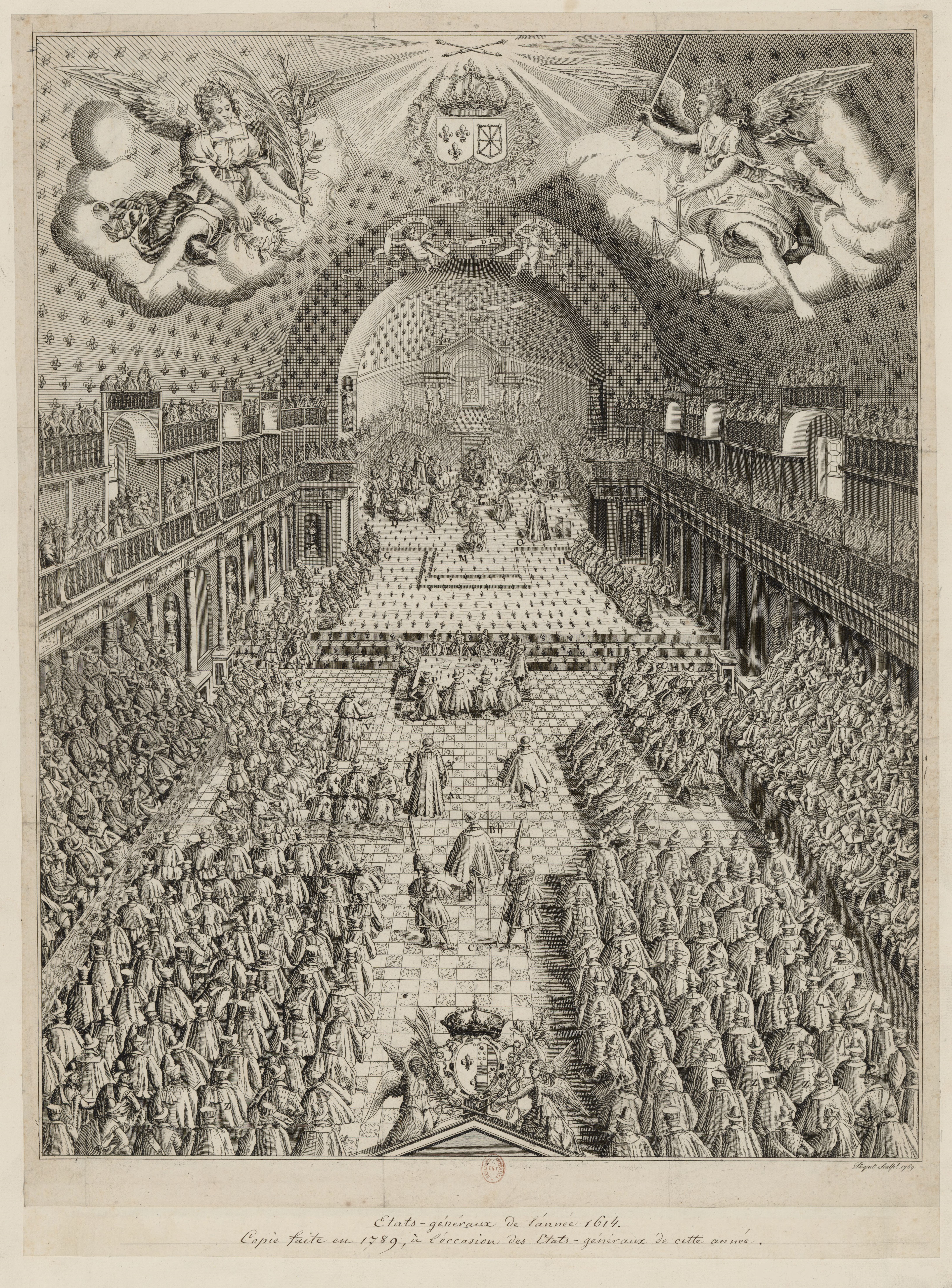
La salle du Petit-Bourbon lors de l'ouverture des états généraux de 1614.

Les états généraux s'ouvrent à l'hôtel du Petit-Bourbon situé près du Louvre, le 27 octobre 1614, après un jeûne public de trois jours et une procession solennelle que l'on a ordonnée pour implorer « l'assistance du ciel ».
L'assemblée se tient au Louvre, dans la grande salle de l'hôtel de Bourbon. Le roi y siège avec à sa droite la Reine mère, qui est elle-même près de la Première Fille de France, Élisabeth, promise au prince d'Espagne. 
Le roi déclare dans une brève adresse que son but est d'écouter les plaintes de ses sujets et de pourvoir à leurs griefs. Cette première séance est donc consacrée à la désignation des représentants de chaque ordre chargés de rédiger les volontés des sujets du roi.
La deuxième séance se tient le 4 novembre 1614. Le Clergé demande la publication du concile de Trente, la noblesse demande l'abolition du droit de paulette, le tiers état demande le retranchement des tailles et la diminution des pensions. La noblesse et le clergé demandent également conjointement la réformation des universités et que les jésuites soient admis dans l'université de Paris à condition de se soumettre au règlement de celle-ci. Mais cette demande ne sera d'aucun effet, les jésuites ayant refusé de respecter le règlement. Sont ensuite demandés l'accomplissement du mariage du roi avec l'infante d'Espagne, et celui de madame Élisabeth de France avec le prince d'Espagne. 
La proposition la plus notable est introduite par le tiers état. Il s'agit de reconnaître l'autorité du roi de France, « monarque de droit divin », indépendante de l'autorité papale. Le clergé et la noblesse combattant avec ferveur cette disposition, elle n'est pas adoptée mais le roi et la régente ne perdent pas de vue cette intéressante revendication. Ce sont, en effet, les bases de l'absolutisme français qui sont introduites à cette occasion. 
Cependant, la publication du Concile de Trente est accordée.
À la suite des états généraux, le 24 mars 1615, le pouvoir royal annonce la suppression de la vénalité des charges et du droit annuel (paulette). Le parlement s'oppose à cette mesure. Le duc de Luynes, favori de Louis XIII, tente lui aussi de contrer le parlement, mais c'est ce dernier qui finit par avoir de gain de cause, du moins jusqu'à la « réforme Maupeou » en 1771.
Les états généraux se closent le 23 février 1615.

## Citations
- Jean Savaron, député du tiers état d'Auvergne : « Qu'auriez-vous dit, Sire, si vous aviez vu dans vos pays de Guyenne et d'Auvergne, les hommes paître l'herbe à la manière des bêtes ? »
- Robert Miron, prévôt des marchands de Paris et député du tiers état : « Prenons garde que le désespoir ne fasse connaître au peuple que le soldat n'est autre chose qu'un paysan portant les armes. »

## Sources primaires imprimées
- Tome X de l'ouvrage Le Grand Vocabulaire François, par une société de gens de lettres, avec approbation et privilège du Roi, 1770.